# Steve Daines
Steve David Daines (* 20. srpna 1962 Van Nuys, Kalifornie) je americký obchodník a politik za Republikánskou stranu. Od roku 2015 je senátorem Senátu Spojených států amerických za Montanu. V letech 2013–2015 byl za Montanu poslancem Sněmovny reprezentantů Spojených států amerických. Před vstupem do politiky působil ve firmách Procter & Gamble a RightNow Technologies.

## Politická kariéra
Daines se poslancem Sněmovny reprezentantů USA stal v řádných volbách, ve kterých v roce 2012 porazil demokratickou kandidátku Kim Gillianovou v poměru 53,3 % ku 42,7 %, přičemž dosavadní republikánský poslanec Denny Rehberg se rozhodl neobhajovat a místo toho se neúspěšně pokusil získat senátorský mandát, který obhájil Jon Tester.
Senátorem se stal v řádných volbách v roce 2014, ve kterých se dosavadní demokratický senátor Max Baucus rozhodl neobhajovat svůj mandát a Steve Daines zvítězil nad demokratickou kandidátkou Amandou Curtisovou v poměru 57,8 % ku 40,1 %.
V lednu 2021 se nejprve připojil ke skupině republikánských senátorů zpochybňujících výsledky prezidentských voleb. Po útoku Trumpových příznivců na Kapitol ovšem výsledky voleb v hlasování potvrdil. Nadále však zůstává podporovatelem Donalda Trumpa.

## Osobní život
Je ženatý a se svou ženou mají čtyři děti. Kvůli svatbě své dcery se rozhodl nezúčastnit 6. října 2018 senátního potvrzování navrženého soudce Nejvyššího soudu Bretta Kavanaugha, který byl ale nakonec potvrzen republikánskou většinou i bez jeho hlasu.